# Kieve
Kieve est une commune d'Allemagne située dans l'arrondissement du Plateau des lacs mecklembourgeois, dans le Land de Mecklembourg-Poméranie-Occidentale.

## Géographie
Kieve se situe au sud-ouest de la région du plateau des lacs mecklembourgeois (Mecklenburgische Seenplatte), à la frontière avec le Land de Brandebourg.

## Histoire
Kieve fut mentionnée pour la première fois dans un document officiel en 1298.